# Operation Whirlwind
Operation Whirlwind est un jeu vidéo de type wargame créé par Roger Damon et publié par Brøderbund en 1983 sur Atari 8-bit, puis porté sur Commodore 64. Le jeu se déroule pendant la Seconde Guerre mondiale et simule des combats tactiques dans un environnement urbain dans le nord de la France. C'est le premier wargame développé par Roger Damon avant notamment Field of Fire (1984), Panzer Grenadier (1985) et Wargame Construction Set (1986). Il se joue uniquement contre l’ordinateur, pour lequel le joueur peut sélectionner un niveau de difficulté parmi les quatre proposés.

## Système de jeu
Operation Whirlwind est un wargame qui simule des combats tactiques en environnement urbain, dans le Nord de la France pendant la Seconde Guerre mondiale,. Il se joue uniquement contre l’ordinateur, pour lequel le joueur peut sélectionner un niveau de difficulté parmi les quatre proposés.
Le jeu se déroule sur une carte sur laquelle le joueur contrôle des compagnies d’infanterie, des chars d'assaut, des unités de reconnaissance, des ingénieurs et des batteries d’artillerie. À l’écran n’est affichée qu’une section du champ de bataille, que le joueur peut faire défiler. Il dispose de plus d’une carte imprimée en couleur, incluse dans la boite du jeu, représentant la totalité du champ de bataille. Le jeu se déroule au tour par tour, chaque tour étant divisé en plusieurs phases. Dans la première, la phase de commandement, le joueur peut faire défiler la carte, planifier les mouvements de ses unités et leur ordonner de se préparer au combat. Il peut ensuite passer à la phase de mouvement où, à l’aide du joystick, il déplace un curseur afin de sélectionner une unité. En bas de l’écran s’affiche alors les points de mouvement, la puissance de feu et la portée de l’unité. Une fois l’unité sélectionnée, le joueur peut lui donner des ordres de déplacement. Ces derniers, ainsi que les ordres de combat, coûtent à l’unité des points d’activités, qui sont limités à chaque tour. Après avoir défini les mouvements de ses unités, le joueur peut démarrer la phase de combat, lors de laquelle il peut ordonner à ses unités de tirer. Vient ensuite la phase d’assaut qui permet au joueur d’ordonner à son infanterie d’attaquer une unité ennemie adjacente (au corps à corps et non à distance comme dans la phase de combat), et à ses ingénieurs de reconstruire un pont. Une fois cette phase terminée, l’ordinateur joue son tour,. A la fin d’une partie, cinq niveaux de victoire peuvent être atteint par le joueur : victoire discutable, marginale, tactique, stratégique ou indiscutable,.

## Développement et publication
Operation Whirlwind est le premier wargame développé par Roger Damon. Il est publié par Brøderbund en 1983 sur Atari 8-bit, puis porté sur Commodore 64. 

## Accueil
À sa sortie, Operation Whirlwind fait l’objet d’une critique très positive du journaliste Mark Bausman dans le magazine Computer Gaming World qui estime que s’il est « moins complexe » que la plupart des autres wargames sur ordinateur, il offre « tous les éléments d’une bonne simulation tactique » avec sa variété d’unités dotées de caractéristiques spécifiques, ses différents terrains et leurs impact sur les mouvements et la défense, ses objectifs clairs et le temps limité pour les accomplir. Il ajoute qu’il incorpore de plus un brouillard de guerre qui fait que, comme dans la réalité, les ennemis reste cachés jusqu’à ce qu’ils s’exposent par leurs mouvements ou leurs tirs, et que le programme se révèle un adversaire compétent et difficile à battre. Operation Whirlwind fait également l’objet d’une bonne critique du journaliste James Trunzo dans le magazine Compute! qui le décrit comme un wargame « unique » qui se concentre sur une unique bataille, plutôt que de tenter de simuler une longue campagne, et qu’il parvient à être « facile à prendre en main » tout en étant « réaliste et difficile ». Il juge en effet qu’il « respecte toutes les subtilités d’un wargame de première classe », avec la prise en compte du terrain, des mouvements, de la puissance de feu, de la portée, de la ligne de vue et de la désorganisation des unités, « tout en évitant le fardeau » que représente les diagrammes et les tableaux des autres jeux du genre. Il salue également sa réalisation avec sa « bonne représentation graphique » des unités et des terrains, qui sont facilement identifiable, ses « excellents effets sonores » et ses mouvements de curseurs « fluides ». Il ajoute enfin que la diversité de stratégies employées par l’ordinateur rend le jeu plus varié et plus amusant. La critique du journaliste James Delson dans le magazine Family Computing est également très positive. Celui-ci juge en effet qu’il s’agit d’« un des wargames les plus faciles à prendre en main à ce jour » et qu’il constitue donc une « excellente introduction » aux wargames sur ordinateur. Il souligne également l’originalité de sa réalisation et de son système de jeu « simple », « réaliste » et « accessible aux débutants », qui propose de plus quelques fonctionnalités inédite comme la possibilité de construire des ponts.

## Postérité
Après avoir développé Operation Whirlwind, Roger Damon s’appuie sur son moteur de jeu pour développer plusieurs wargame tactiques sur ordinateurs qui sont publiés par Strategic Simulations : Field of Fire (1984), Panzer Grenadier (1985), Nam (1985) et Wargame Construction Set (1986). Les deux premiers se déroulent comme leur prédécesseur pendant la Seconde Guerre mondiale et reprennent son système de jeu en y apportant quelques améliorations comme l’ajout, à la tête de chaque unité, d’un personnage disposant de caractéristiques propres qui influent sur le comportement et l’efficacité de celle-ci,. Le troisième reprend le système de ses prédécesseurs mais l’utilise pour simuler un autre conflit, la guerre du Viêt Nam. Le dernier, le Wargame Construction Set, est basé sur le code source de ses prédécesseurs mais Roger Damon le rend modifiable afin de permettre aux joueurs de créer et de modifier leurs propres scénarios de wargames. Celui-ci rencontre un succès inattendu qui lui permet de devenir le premier jeu publié par Strategic Simulations à dépasser les 60 000 exemplaires.